# Reddyanus hainanensis
Espèce
Synonymes
- Isometrus hainanensis Lourenço, Qi & Zhu, 2005

Reddyanus hainanensis est une espèce de scorpions de la famille des Buthidae.

## Distribution
Cette espèce est endémique de Hainan en Chine,.

## Description
Le mâle holotype mesure 53,4 mm et la femelle paratype 34,2 mm.

## Systématique et taxinomie
Cette espèce a été décrite par Lourenço, Qi et Zhu en 2005. Elle est placée en synonymie avec Isometrus petrzelkai par Kovařík en 2013. Elle est relevée de synonymie par Kovařík et Šťáhlavský en 2019, confirmé par Tang en 2025.

## Étymologie
Son nom d'espèce, composé de hainan et du suffixe latin -ensis, « qui vit dans, qui habite », lui a été donné en référence au lieu de sa découverte, Hainan.

## Publication originale
- Lourenço, Qi & Zhu, 2005 : « Description of a new species of Isometrus Ehrenberg 1828 (Scorpiones, Buthidae) from the Island of Hainan, China. » Boletín de la Sociedad Entomológica Aragonesa, vol. 36, p. 57-63 (texte intégral).